# Половинка (Кондінський район)
Полови́нка (рос. Половинка) — селище у складі Кондінського району Ханти-Мансійського автономного округу Тюменської області, Росія. Адміністративний центр та єдиний населений пункт Мулимьїнського сільського поселення.
Населення — 1160 осіб (2017, 1350 у 2010, 1435 у 2002).
Національний склад станом на 2002 рік: росіяни — 68 %.